# 香港調查研究中心
香港調查研究中心於2002年成立，為非官方的民意調查研究和決策諮詢機構，主要就港澳經濟、社會發展、政府管治等問題進行調查和研究，向有關方面提供政策建議和諮詢意見。另外，該中心亦透過合作或資助方式，與本港、澳門、中國大陸的研究機構、專家、學者進行各項政策研究工作，研究成果除供媒體發表外，亦在該中心的網站公開。

## 個別研究及評論文章
香港調查研究中心時有文章在港澳報章發表，如2008年4月的西藏問題系列文章：《一國兩制是否適合西藏？》、《藏民抗議活動的背景分析》、《達賴和班禪歷史地位及政治理念的比較》等。
2009年初，該中心公開發佈研究報告《論香港立法會議員專職化》，這是香港第一部專門、全面、深入研究香港立法會議員專職化的著作，全國人大香港基本法委員會副主任委員梁愛詩及立法會主席曾鈺成為該書寫序及予以推薦。《論香港立法會議員專職化》報告從立法會權力的增大、選舉方法的改變、議員工作量的增加、避免利益衝突、吸引人才投身議會工作、政黨政治的發展，以及市民對議員工作質素的要求增加等方面，全面深入分析議員專職化的必要性問題，最終得出一個結論：議員專職化或高度專職化勢將成為未來香港政治的必然選擇。不過，報告強調要實行議員專職化，必須從香港的實際情況和政治現實出發，並結合香港未來的政制發展步伐，先易後難，按部就班，有秩序逐步推進。根據這個原則，報告提出了實行議員專職化的短期方案和中長期方案。(梁愛詩及曾鈺成為該書撰寫的序言)。
2009年7月7日，該中心發表文章《曾蔭權扭曲了授勳意義》，批評「曾蔭權上任特首後，將榮譽勳章重點贈予主要官員和友好的大商家，不但顯示他『親疏有別』、『公器私用』的本性，更扭曲了設立勳章制度的意義，客觀上也宣揚了唯高官、唯大商家至上的錯誤價值觀」。文章建議「特區政府應改變授勳的制度和標準，對香港各行各業有傑出貢獻的人士頒授較高或最高勳章，這有利於匡正社會風氣，鼓勵社會多元化及和諧發展，推動香港社會長期穩定發展」。
2010年1月19日，香港調查研究中心就《2012年行政長官及立法會產生辦法諮詢文件》，向香港特區政府提交意見書《循序漸進邁向「雙普選」》。 (意見書全文)

## 各種民調
該研究中心亦於2003年起從事各類民意調查，其中較為大眾關注的是2007年11月，由香港樹仁大學社工學系及香港調查研究中心合作進行的港島區立法會補選民調，香港多家報章如信報、星島日報、文匯報、大公報、都市日報、頭條日報等都有引用該中心的民調結果。(此項民調的每次結果)
就香港特區政府副局長及政治助理薪酬問題，香港調查研究中心於08年6月8日至9日進行街頭民意調查，調查結果顯示，60.95%受訪市民認為副局長薪酬過高，認為政治助理薪酬過高的更高達67.15%。另外，只有16.26%受訪者認同政府在副局長及政治助理入職時根據各人年資及能力等情況將薪酬距離拉開。中心之前也曾就候任副局長擁有外國居留權問題，於08年5月27至28日透過街頭民意調查，結果顯示，有55%受訪市民認為候任副局長擁有外國居留權「有問題」。

## 票站調查
香港調查研究中心近年進行多項票站調查，用作學術研究用途。其中一次是安排約400名調查員，於2007年12月2日上午7點30分至晚上10點30分，分別在港島區各票站進行票站調查，成功訪問58900名投票完畢的選民，約佔港島區已投票的選民人數320000的18%。選舉後，該中心完成了一份詳盡的報告，就票站調查所得數據作出統計和分析。票站調查報告提出一個有針對性的觀點：政壇壟斷化，新人出頭難。
該中心於2008年4月致函選舉管理委員會，就「2008年立法會選舉指引」中「票站調查」部份表達意見及建議（全文內容）。該中心所作的一些建議，香港選舉管理委員會七月初公佈的票站調查指引中得以體現。
該中心一名研究員曾於2009年1月出席由民主動力聯同香港城市大學當代中國研究計劃舉辦的票站調查的研討會， 並擔任嘉賓講者，發表了題為「不應將票站調查政治化」的演講。  (演講全文)
2008年9月7日，該中心就2008立法會港島區選舉進行票站調查，選舉結束後將票站調查研究報告在互聯網上載及交給本地傳媒公開發表（報告全文）。
該中心曾於2009年灣仔區議會鵝頸選區補選期間進行票站調查，而該票站調查報告在該中心網站刊登。
2009年3月16日的立法會政制事務委員會會議進行關於「票站調查」的討論。作為一間經常從事民意調查和票站調查的機構，香港調查研究中心應委員會的邀請，撰寫了「關於票站調查的一些意見和建議」意見書。意見書重申該中心的一貫立場：票站調查有其必要性、不應對調查機構進行資格審查和限制、不應對票站調查數目設置限制、不應對調查機構背景和調查目的作胡亂推測。意見書也強調，票站調查的公信力在2008年立法會選舉前夕發生的票站調查風波中嚴重受損，勢將影響日後各機構開展票站調查及其他類型民意調查的工作，從而影響香港的資訊流通、學術自由，以及民主政制的理性、良性發展。意見書強調現有票站調查指引歷年來行之有效，廣為公眾接受，政府不應作大幅修改。不過，意見書仍對票站調查有一些完善措施的建議，包括：對在選舉結束前發佈票站調查結果的違例者加強罰則、規定調查員在訪問時主動向選民表明票站調查的自願性、要求調查機構於選舉後1個月內公開調查資料以增加票站調查的透明度、加強向市民宣傳票站調查的必要性及鼓勵市民自願參與票站調查工作。
(立法會文件：關於票站調查的一些意見和建議 （页面存档备份，存于）)

## 網上討論平台
香港調查研究中心亦於2006年底開設網上討論平台「香港民意網」。該網站崇尚言論自由及多元包容，任何人都可在該網站發表任何意見。

## 組織背景爭議
2007年底開始，有媒體報導，指票站調查一類組織是否被建制派作為選舉的工具。從報章據警務處社團事務處資料顯示，香港調查研究中心之註冊地址為灣仔駱克道嘉洛商業大廈18樓，可是門外並沒有水牌介紹，其中的女職員亦否認該地址為調查組織。一名姓龐的職員則稱研究中心並無任何政治背景。另有媒體報導，質疑香港調查研究中心的票站調查是否被親建制派政黨作為選舉工具。
2008年9月，該中心研究員吳文濤在《頭條日報》及網站發表文章《泛民限制票站調查的謬誤及陰謀》，反駁公民党湯家驊等人指責部份非大學研究機構是親北京陣營的選舉工具，旨在透過票站調查來調整配票策略的論調。另外，香港調查研究中心於2009年3月16日向立法會政制事務委員會提交的「關於票站調查的一些意見和建議」意見書中，也駁斥了湯家驊等人的指責。